# Adam (priimek)
Adam je priimek v Sloveniji, ki ga je po podatkih Statističnega urada Republike Slovenije na dan 1. januarja 2010 uporabljalo 348 oseb in je med vsemi priimki po pogostosti uporabe uvrščen na 1.052. mesto.

## Znani slovenski nosilci priimka
- Adam, zvonarski pomočnik, ki je 1. na slovenskem izstrelil raketo (1551)
- Alja Adam (*1976), pesnica in sociologinja
- Andrej Adam, filozof, literat
- Dragan (Karel) Adam (1944—2022), duhovnik, župnik v Ljubljani
- Frane Adam (*1948), sociolog, univ. profesor in publicist
- Katja Adam, biologinja UP FAMNIT

## Znani tuji nosilci priimka
- Adolphe Charles Adam (1803—1856), francoski skladatelj
- Albrecht Adam (1786—1862), nemški slikar
- Benno Adam (1812—1892), nemški slikar
- Ernst Adam (1844—1908), avstrijski general
- François-Nestor Adam, švicarski rimskokatoliški škof
- Franz Adam (1815—1886), nemški slikar in litograf
- Guillaume Adam (~1270—1341), francoski dominikanec in potopisec
- Gordon Adam (1915—1992), ameriški veslač
- Gregorio Adam Dalmau, venezuelski rimskokatoliški škof
- Henri-Georges Adam (1904—1967), francoski kipar in grafik
- Jacob-Sigisbert Adam (1670—1747), francoski kipar
- James Adam (1732— 1794), škotski arhitekt
- Jean Martin Adam, gabonski rimskokatoliški škof
- Jean-Jerôme Adam, gabonski rimskokatoliški nadškof
- Juliette Adam (1836— 1936), francoska pisateljica
- Lambert-Sigisbert Adam (1700—1759), francoski kipar
- Paul Adam (1862—1920), francoski pisatelj
- Robert Adam (1728—1792), škotski arhitekt
- Ronald Forbes Adam (1885—1982), britanski general
- Theo Siegfried Adam (1926—2019), nemški operni pevec
- Wilhelm Adam (1877—1949), nemški general
- William Adam (1689—1748), škotski arhitekt